# Walter Lichtenstein
Walter Lichtenstein, in der Emigration Walter Limot, (* 17. April 1902 in Berlin; † November 1984 in Paris) war ein deutscher Fotograf und Standfotograf beim heimischen und französischen Film.

## Leben und Wirken
Der Sohn eines Handelsvertreters erhielt kurz nach Ende des Ersten Weltkriegs eine fotografische Ausbildung an einer Fachschule, ehe er Anfang der 1920er Jahre als Standfotograf beim Film eingesetzt wurde. Gleich zu Beginn seiner Karriere fertigte Walter Lichtenstein die Szenenfotos von einer der ambitioniertesten und aufwendigsten Großproduktionen der Weimarer Republik an, dem Historien-Vierteiler Fridericus Rex, und wurde damit der erste Standfotograf des deutschen Films. Durch die Zusammenarbeit mit Ernst Lubitsch bei dessen letzter deutschen Inszenierung Die Flamme konnte sich Lichtenstein 1922 endgültig in der Filmbranche durchsetzen. In den kommenden gut zehn Jahren arbeitete er für die unterschiedlichsten Produktionsfirmen und stand dadurch in Kontakt mit Topregisseuren wie Gerhard Lamprecht (Die Verrufenen), Henrik Galeen (Alraune), Leontine Sagan (Mädchen in Uniform), Gustaf Gründgens (Eine Stadt steht kopf) und Max Ophüls (Liebelei). Neben dem Kollegen Hans Natge, der sich vor allem dank seiner Aufnahmen mehrerer Murnau-Klassiker einen Namen gemacht hatte, galt Lichtenstein als der bedeutendste Standfotograf der Jahre 1919 bis 1933.
Mit der Machtübernahme durch die Nationalsozialisten in Deutschland musste der Jude Walter Lichtenstein fliehen und ließ sich in Frankreich nieder. In Paris, wo er sich fortan Walter Limot nannte, setzte er seine Karriere als Fotograf fort und arbeitete ab 1934 regelmäßig für die Fotoagentur Rapho. Seine Filmkontakte in Berlin ermöglichte ihm die kontinuierliche Weiterarbeit mit Filmschaffenden in Paris, darunter auch den prominenten Emigranten Fritz Lang, Robert Siodmak, Ludwig Berger und Anatole Litvak. 1943, während der deutschen Besatzung Frankreichs im Zweiten Weltkrieg, floh seine Familie in die neutrale Schweiz, während Limot sich der Fremdenlegion anschloss. Nach der Befreiung wirkte Limot erneut als Standfotograf, diesmal für den französischen Unterhaltungsfilm, was ihn mit altgedienten Regieprofis wie Marcel Carné, Jean Delannoy, Christian-Jaque, Julien Duvivier und René Clair zusammenführte. Neben dieser Tätigkeit belieferte Limot/Lichtenstein Reportagen und fertigte Porträts von Prominenten an. Zu seinen bekanntesten Aufnahmen aus dieser Zeit gehören die Porträts der Schriftstellerin Colette, des Regisseurs und Autors Jean Cocteau und des Schweizer Architekten Le Corbusier. Berühmt wurde seine Bildkomposition bei dem dank Doppelbelichtung kubistisch anmutenden Fotoporträt von Marc Chagall (1964). Nach Deutschland kehrte Walter Lichtenstein/Limot nicht mehr zurück.

## Filmografie (kleine Auswahl)
- 1921–22: Fridericus Rex, 3. und 4. Teil
- 1922: Die Flamme
- 1924: Nanon
- 1924: Orient
- 1925: Die Verrufenen
- 1925: Eifersucht
- 1926: Madame wünscht keine Kinder
- 1926: Liebe
- 1926: Fräulein Josette – meine Frau
- 1926: Fünf-Uhr-Tee in der Ackerstraße
- 1926: Die dritte Eskadron
- 1927: Feme
- 1927: Primanerliebe
- 1927: Alraune
- 1927: Der Katzensteg
- 1927: Alpentragödie
- 1927: Richthofen, der rote Ritter der Luft
- 1928: Marter der Liebe
- 1928: Der Adjutant des Zaren
- 1928: Ein Mädel mit Temperament
- 1928: Unter der Laterne
- 1929: Giftgas
- 1929: Der Hund von Baskerville
- 1929: Katharina Knie
- 1930: Nur am Rhein
- 1930: Der Walzerkönig
- 1930: Der Herr auf Bestellung
- 1931: Mädchen in Uniform
- 1931: Um eine Nasenlänge
- 1931: Zwischen Nacht und Morgen
- 1931: Kameradschaft
- 1932: Der tolle Bomberg
- 1932: Rasputin
- 1932: Trenck
- 1932: Paprika
- 1932: Eine Stadt steht kopf
- 1933: Brennendes Geheimnis
- 1933: Liebelei
- 1933: Gruß und Kuß Veronika
- 1934: Liliom
- 1934: Zouzou
- 1935: Pariser Leben (La vie parisienne)
- 1936: Mayerling
- 1936: Zünftige Bande (La belle Équipe)
- 1936: Courrier-Sud
- 1937: Die Lüge der Nina Petrovna (Le mensonge de Nina Petrovna)
- 1937: Balthazar
- 1937: Hercule
- 1938: Lumières de Paris
- 1938: Le joueur d’échecs
- 1938: Métropolitain
- 1939: Aber mein Hans, der kann‘s (Le grand élan)
- 1939: Das Gesetz des Nordens (La loi du Nord)
- 1946: La femme fatale
- 1946: Mensonges
- 1947: Letzte Zuflucht (Dernier refuge)
- 1947: Fantomas
- 1948: Im Banne der Vergangenheit (Corridor of Mirrors)
- 1948: Die liebestolle Stadt (Clochemerle)
- 1949: Alice im Wunderland  (Alice au pays des merveilles)
- 1949: Barry – der Held von St. Bernhard (Barry)
- 1949: So endete eine Dirne (Maya)
- 1949: Lady Paname
- 1950: Ballerina
- 1950: Es geschah in Paris (Souvenirs perdus)
- 1951: Die Taverne von New Orleans (Adventures of Captain Fabian)
- 1951: Bertrand Löwenherz (Bertrand coeur de lion)
- 1951: Heiratsvermittlung (Agence matrimoniale)
- 1952: Verbotene Frucht (Le freit défendu)
- 1952: Die junge Irre (La jene folle)
- 1952: Die Veilchen der Kaiserin (Violette impériales)
- 1953: Von Sensationen gehetzt (Les dents longues)
- 1953: Die Liebe einer Frau (L’amour d’une femme)
- 1953: Erwachende Herzen (Le blé en herbe)
- 1954: Der Schnee war schmutzig (La neige était sale)
- 1954: Nächte in Lissabon (Les amants du tage)
- 1954: Ein Königreich für eine Frau (Abdullah the Great)
- 1955: Reif auf jungen Blüten (Futures vedettes)
- 1955: Frauen in Erpresserhänden (Chantage)
- 1956: Das Gänseblümchen wird entblättert (En effeuillant la Marguerite)
- 1956: Der Kurier des Zaren (Michel Strogoff)
- 1956: Die blonde Hexe (La sorcière)
- 1957: Spione am Werk (Les espions)
- 1957: Immer wenn das Licht ausgeht (Pot-Bouille)
- 1957: Kavaliere (Charmants garçons)
- 1958: Mit den Waffen einer Frau (En cas de malheur)
- 1958: Die sich selbst betrügen (Les tricheurs)
- 1958: Rififi bei den Frauen (Du rififi chez les femmes)
- 1959: Ein Engel auf Erden
- 1959: Die Gans von Sedan
- 1960: Die Französin und die Liebe (La française et l’amour)
- 1960: Die Nacht hat dunkle Schatten (La mort de Belle)
- 1960: Fanny
- 1961: Oberst Strogoff (Le triomphe de Michel Strogoff)
- 1961: Alles Gold dieser Welt (Tout l’or du monde)
- 1962: Der Teufel und die Zehn Gebote (Le diable et les dix commandements)
- 1962: Futter für süße Vögel (Du mouron pour les petits oiseaux)
- 1963: Sein größter Dreh (Le gros coup)
- 1964: La donna scimmia
- 1965: Drei Zimmer in Manhattan (Trois chambres à Manhattan)
- 1968: Mayerling